# جوان ريفرز
جوان ريفرز (بالإنجليزية: Joan Rivers)‏ (مواليد 8 يونيو 1933 - الوفاة 4 سبتمبر 2014) هي كوميدية، كاتبة، ممثلة، كاتبة سيناريو، مقدمة برامج أمريكية، عرفت بحسها الفكاهي اللاذع وانتقادها للمشاهير.
وعرفت أيضا بمواقفها المؤيدة لإسرائيل ودعمها للعنف ضد الفلسطينيين المدنيين.

## الأعمال
- شريك 2
- وول ستريت: المال لا ينام أبداً
- السنافر
- سرقة برج
- آيرون مان 3

## وصلات خارجية
- الموقع
- جوان ريفرز على موقع IMDb (الإنجليزية)
- جوان ريفرز على موقع الموسوعة البريطانية (الإنجليزية)
- جوان ريفرز على موقع روتن توميتوز (الإنجليزية)
- جوان ريفرز على موقع ألو سيني (الفرنسية)
- جوان ريفرز على موقع ميوزك برينز (الإنجليزية)
- جوان ريفرز على موقع تيرنر كلاسيك موفيز (الإنجليزية)
- جوان ريفرز على موقع أول موفي (الإنجليزية)
- جوان ريفرز على موقع قاعدة بيانات برودواي على الإنترنت (الإنجليزية)
- جوان ريفرز على موقع قاعدة بيانات الأفلام السويدية (السويدية)
- جوان ريفرز على موقع إن إن دي بي (الإنجليزية)